# 244 a.C.
Il 244 a.C. (CCXLIV a.C. in numeri romani) è un anno  del III secolo a.C.

## Eventi
- Amilcare Barca si impadronisce del Monte Erice, altura dominante della Sicilia occidentale.

## Nati
- Tolomeo IV, sovrano egizio († 204 a.C.)

## Morti
- Eudamida II, re di Sparta